# مقاطعة ماكيناك (ميشيغان)
مقاطعة ماكيناك (بالإنجليزية: Mackinac County, Michigan)‏ هي إحدى مقاطعات ولاية ميشيغان في الولايات المتحدة. ، وتبلغ مساحتها 5440 كم2، بلغ عدد سكانها 11113 نسمة في عام 2010 حسب إحصاء مكتب تعداد الولايات المتحدة وتصل الكثافة السكانية فيها 5 نسمة/كم2.

## وصلات خارجية
- United States Counties